# Gorden Kaye
Gorden Fitzgerald Kaye (7. dubna 1941 – 23. ledna 2017) byl britský herec. Proslavil se především rolí Reného v britském komediálním seriálu Haló, haló!.

## Filmografie
- 1994 Best of 'Allo 'Allo!, The (TV film)
- 1993 Zlatí hoši (TV film)
- 1988 'Allo 'Allo! At the London Palladium (TV seriál)
- 1985 Brazil
- 1984 Much Ado About Nothing (TV film)
- 1984 Rainy Day Women (TV seriál)
- 1983 Mansfield Park (TV seriál)
- 1983 Přesný jako smrt
- 1982 Fame Is the Spur (TV seriál)
- Haló, haló! (TV seriál)
- 1981 Sredni Vashtar
- 1980 Just Liz (TV seriál)
- 1979 Porridge
- 1978 Born and Bred (TV seriál)
- 1978 Waterloo Bridge Handicap, The
- 1977 Come Back Mrs Noah (TV seriál)
- 1977 Escape from the Dark
- 1977 Žvahlav
- 1972 Emmerdale Farm (TV seriál)
- 1965 Party's Over, The
- 1960 Coronation Street (TV seriál)

### Dokumentární
- 2007 Return of 'Allo 'Allo!, The (TV film) (česky: Návrat Haló, Haló).

### TV pořady
- 1986 Royal Variety Show, The (TV pořad).